# سوگا توکیمونه
سوگا توکیمونه ((به ژاپنی: 曾我時致 Soga Tokimune)؛ 1174 – ژوئن 29, ۱۱۹۳ (۱۸−۱۹ سال)) بوشی در دوره کاماکورا و برادر سوگا سوکه‌ناری  اهل ژاپن بود.